# Charles Avison
Charles Avison (Newcastle upon Tyne, Regne de la Gran Bretanya, 16 de febrer de 1709 - 9 o 10 de maig de 1770) fou un violinista, organista i compositor anglès.
El primer mestre de música de Charles Avison fou el seu pare, que li ensenyà a tocar la flauta, el violí i el clavicèmbal. Després estudià a Londres amb el compositor i violinista italià Francesco Geminiani i el 1736 obtingué la plaça d'organista de l'església de Sant Nicolau de la seva ciutat natal, que conservà fins a la seva mort. Va saber obtenir un rèdit comercial dels seus coneixements musicals. Per una banda, organitzant concerts per assistir als quals la gent pagava una quantitat; era una activitat que fora de Londres era una novetat i aviat esdevingué un entreteniment popular a Newcastle. Organitzava concerts quinzenals i era possible abonar-se'n a una sèrie. Eren vetllades on, a més del concert, es podia ballar i jugar a cartes i aviat esdevingueren un motiu de trobada de les famílies benestants de la ciutat. A més impartia classes de música i componia obres per encàrrec.
El 1737 Avison es casà amb Catherine Reynolds. Tingueren nou fills, però només tres arribaren a l'edat adulta: Jane, Edward i Charles. Els tres aprengueren a tocar el clavicèmbal, però només els nois seguiren una carrera musical i, com es seu pare, van ser organistes a l'església de Sant Nicolau.
Durant tota la vida rendí culte fanàtic al seu mestre Geminiani i a Benedetto Marcello, als quals imità en llurs composicions, entre les quals figuren 44 concerts per a violí, sonates per a piano i una edició dels Salms, de Marcello, amb lletra anglesa. Portat de l'admiració que sentia per Geminiani i Marcello escrigué el llibre: An essay on mussical expression (Un assaig sobre l'expressió musical, 1752), en el qual considerava aquells mestres superiors a Georg Friedrich Händel, que ha estat sempre l'ídol dels anglesos. Tal afirmació fou refutada per William Hayes, catedràtic de música de la universitat d'Oxford, amb un altre llibre titulat Remarks on Mr. Avison's Essay on Musical Expression (1753), en el qual el qualificà d'ignorant, qualificatiu del qual es venjà Avison en la segona edició del seu llibre, que publicà precedit d'una carta del doctor Jartin.
L'any 2009, la ciutat de Newcastle va anomenar «Charles Avison» l'edifici de sis plantes que acull una moderna biblioteca pública.